# Голубая сорока
Голуба́я соро́ка (лат. Cyanopica cyana) — вид птиц семейства врановых, обитающий на Иберийском (Пиренейском) полуострове и в Восточной Азии.

## Описание
Голубая сорока длиной 33—37 см очень похожа телосложением на сорок, при этом ноги и клюв при рассмотрении пропорционально несколько короче.
Брюхо от серо-коричневого до бежевого цвета. Спина темнее, вплоть до коричневого цвета, коричневатая окраска переходит местами в синий цвет на крыльях. Верх головы блестяще чёрный. Белая окраска горла тянется тонкой лентой в стороны вплоть до затылка. Верхние стороны крыльев и хвост лазурного цвета. Вершина хвоста окрашена светлее до белого цвета. Синева крыльев и хвоста имеет типичную для врановых структуру, так при правильном падении света она может выглядеть блестяще лазурной, а при плохой погоде скорее тусклой.

## Распространение
Голубая сорока — это зоогеографический феномен. Её область распространения разделена на две находящихся на большом расстоянии друг от друга популяции. Одна расположена на юго-западе Европы на Иберийском (Пиренейском) полуострове, другая, гораздо большая — в Восточной Азии. Там она встречается в Китае, Корее, Японии, на северо-востоке Монголии, в южном Прибайкалье, Забайкалье и на юге Дальнего Востока России (Синий хребет).
Только один из 8 подвидов — C. c. cooki — встречается в Европе. О причинах появления этого обширного изолированного участка ареала имеется несколько теорий.
С одной стороны, предполагается, что в третичное время ареал голубой сороки был непрерывным и охватывал территории от средиземноморского бассейна и Восточной Азии. Оледенение в ледниковый период привело к сокращению ареала и к разделению его на две части.
Другая точка зрения предполагает, что европейская популяция не является автохтонной (местной) и что нарядная птица была завезена в историческое время (примерно 16-м веке) португальскими мореплавателями. Но так как подвид C. c. cooki был описан уже в 1830 году и в это время уже существенно отличался от других подвидов, данная точка зрения вызывает обоснованные сомнения, так как трудно предположить, что за 300 лет произошла столь отчётливая морфологическая дифференциация.
Согласно более новым генетическим исследованиям европейская популяция отличается настолько чётко, что её необходимо выделить в самостоятельный вид — Cyanopica cooki. Однако в общепризнанные орнитологические сводки данное нововведение пока не вошло.
Согласно European Bird Census Council европейская популяция в Португалии и Испании насчитывает 250 000—360 000 гнездящихся пар. Популяции стабильны.

## Местообитание
Голубая сорока — это типичная птица открытых лесных ландшафтов на Иберийском полуострове, часто она встречается в открытых, вечнозелёных лесах из пробкового и других видов дуба (напр., Quercus rotundifolia, Q. pyrenaica), светлых рощах пиний, смешанных лесах дубов и пиний, а также сосновых лесах (напр., сосна алеппская).
При этом она предпочитает меньше закрытые лесистые области, а больше пастбища или плантации фруктовых культур, обширные культурные ландшафты. Поэтому особенно высокая плотность поселения птиц в Эстремадуре, в западной Андалузии и на юге Португалии.
На границе своей области распространения голубая сорока менее разборчива и заселяет также ландшафты с рощами миндального дерева и оливковыми рощами.
Расширение ограничено отсутствием подходящих жизненных пространств, но также и конкуренцией с сорокой. Оба вида почти что никогда не встречаются вместе в пределах области распространения.
В азиатской части области распространения голубая сорока гнездится также в садах и парках.

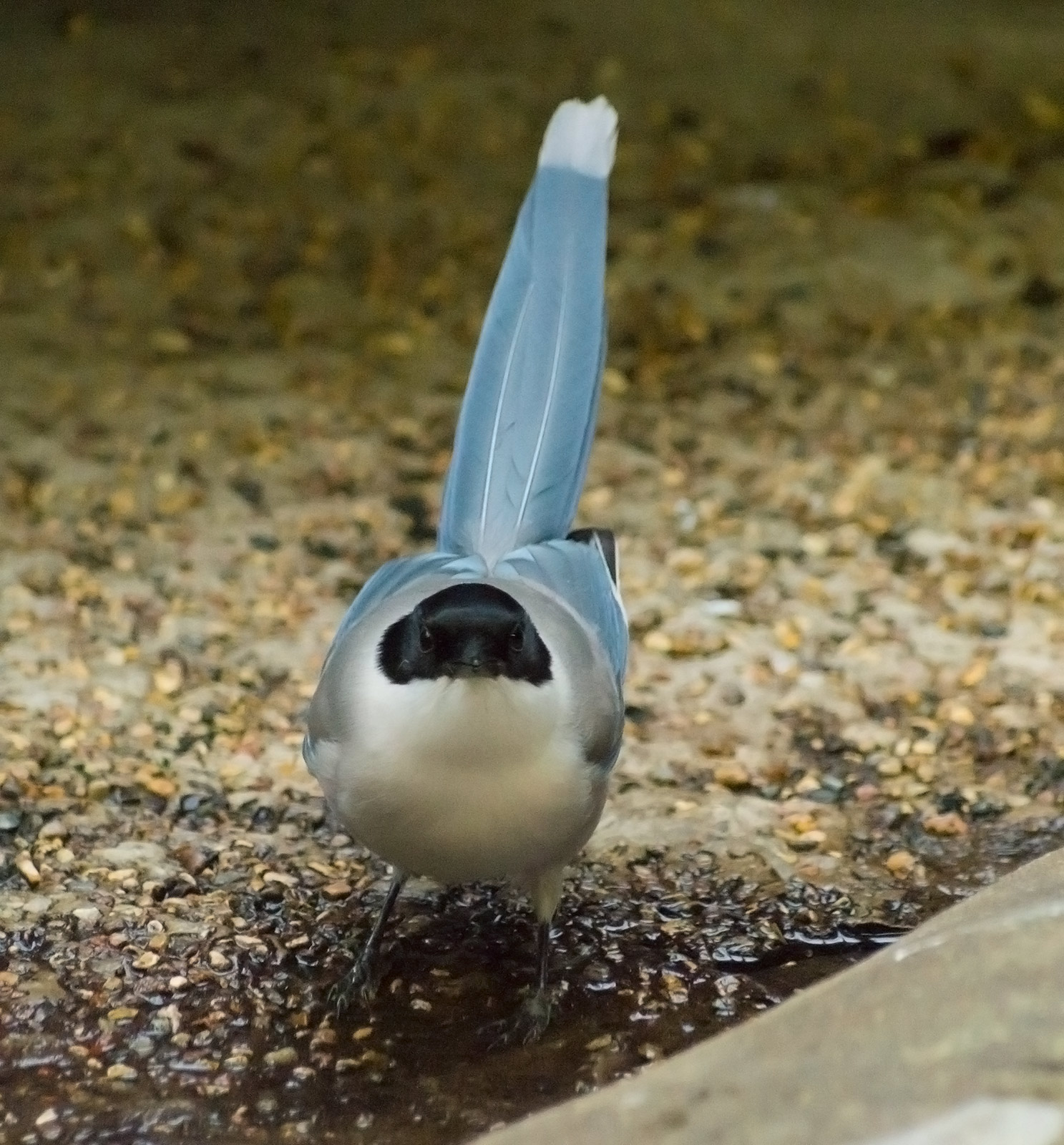
Голубая сорока в Московском зоопарке

## Образ жизни и питание
Голубая сорока очень общительна и гнездится большей частью в маленьких, свободных колониях по 2-8 пар. При этом гнёзда находятся преимущественно на разных деревьях. Они построены как у сороки из хвороста, укреплены землёй и выстланы изнутри мхом. В отличие от гнезда сороки они не закрыты сверху.
Кладка состоит из 6-8 желтовато-коричневых с крапинами яиц, которые высиживаются примерно 15 дней.
Поиски корма проходят также в большинстве случаев в группах, насчитывающих до 30 животных. Предпочитаемое питание — это жёлуди и семена пиний, дополненные крупными насекомыми и другими беспозвоночными, плодами и ягодами, а также падалью.